# Шкроби
Шкро́би — село в Україні, у Сереховичівській сільській громаді Ковельського району Волинської області. Населення становить 251 осіб.

## Історія
Станом на 1885 рік у колишньому власницькому селі Ницівської волості Ковельського повіту Волинської губернії мешкало 581 особа, налічувалось 91 дворове господарство.
За переписом 1897 року кількість мешканців зросла до 609 осіб (316 чоловічої статі та 291 — жіночої), з яких 602 — православної віри.
1906 року кількість дворів зросла до 151, а мешканців — до 742.

## Населення
Згідно з переписом УРСР 1989 року чисельність наявного населення села становила 307 осіб, з яких 130 чоловіків та 177 жінок.
За переписом населення України 2001 року в селі мешкала 251 особа.

### Мова
Розподіл населення за рідною мовою за даними перепису 2001 року:
| Мова       | Відсоток |
| ---------- | -------- |
| українська | 99,60 %  |
| білоруська | 0,40 %   |